# Strachan Challenge
Strachan Challenge или Strachan Open — профессиональный снукерный турнир.
Начинался в 1992 году как рейтинговый турнир под названием Strachan Open при спонсорской поддержке одноимённой компании, производящей сукно для бильярдных столов. Первый розыгрыш состоялся в Thornbury Leisure Centre около Бристоля. Джеймс Уоттана завоевал свой первый рейтинговый титул, одолев в финале действующего на тот момент чемпиона мира, Джона Пэррота, со счётом 9:5. Призом послужил чек на GB£ 12 500. В дебютном розыгрыше не сыграли ряд ведущих профессионалов, так как рейтинговые очки и призовые на турнире были меньше, чем на большинстве остальных аналогичных соревнованиях. 
В 1993 турнир изменил название на Strachan Challenge и стал низкорейтинговым (то есть, очки начислялись в размере 1/10 для того, чтобы хоть как-то поощрить новых игроков). Изменилась и формула проведения. В конце концов, в 1994 Strachan Challenge стал нерейтинговым, в связи с чем окончательно утратил интерес для игроков и, как следствие, для спонсоров.
В квалификации к турниру 1992 года Питер Эбдон сделал максимальный брейк в матче против Уэйна Мартина.

## Победители
| Год                                    | Победитель                  | Финалист                    | Счёт в финале               | Сезон                       |
| Strachan Open (рейтинговый)            | Strachan Open (рейтинговый) | Strachan Open (рейтинговый) | Strachan Open (рейтинговый) | Strachan Open (рейтинговый) |
| -------------------------------------- | --------------------------- | --------------------------- | --------------------------- | --------------------------- |
| 1992                                   | Джеймс Уоттана              | Джон Пэррот                 | 9:5                         | 1991/92                     |
| Strachan Challenges (низкорейтинговый) |                             |                             |                             |                             |
| 1992                                   | Джо Свэйл                   | Стефан Мазроцис             | 9:4                         | 1992/93                     |
| 1993                                   | Трой Шоу                    | Найджел Бонд                | 9:4                         | 1992/93                     |
| 1993                                   | Тони Драго                  | Кен Доэрти                  | 9:7                         | 1992/93                     |
| Strachan Challenges (нерейтинговый)    |                             |                             |                             |                             |
| 1994                                   | Энтони Хэмилтон             | Энди Хикс                   | 9:4                         | 1993/94                     |
| 1994                                   | Энтони Хэмилтон             | Пол Дэвис                   | 9:4                         | 1993/94                     |